# Cuauhxicalli

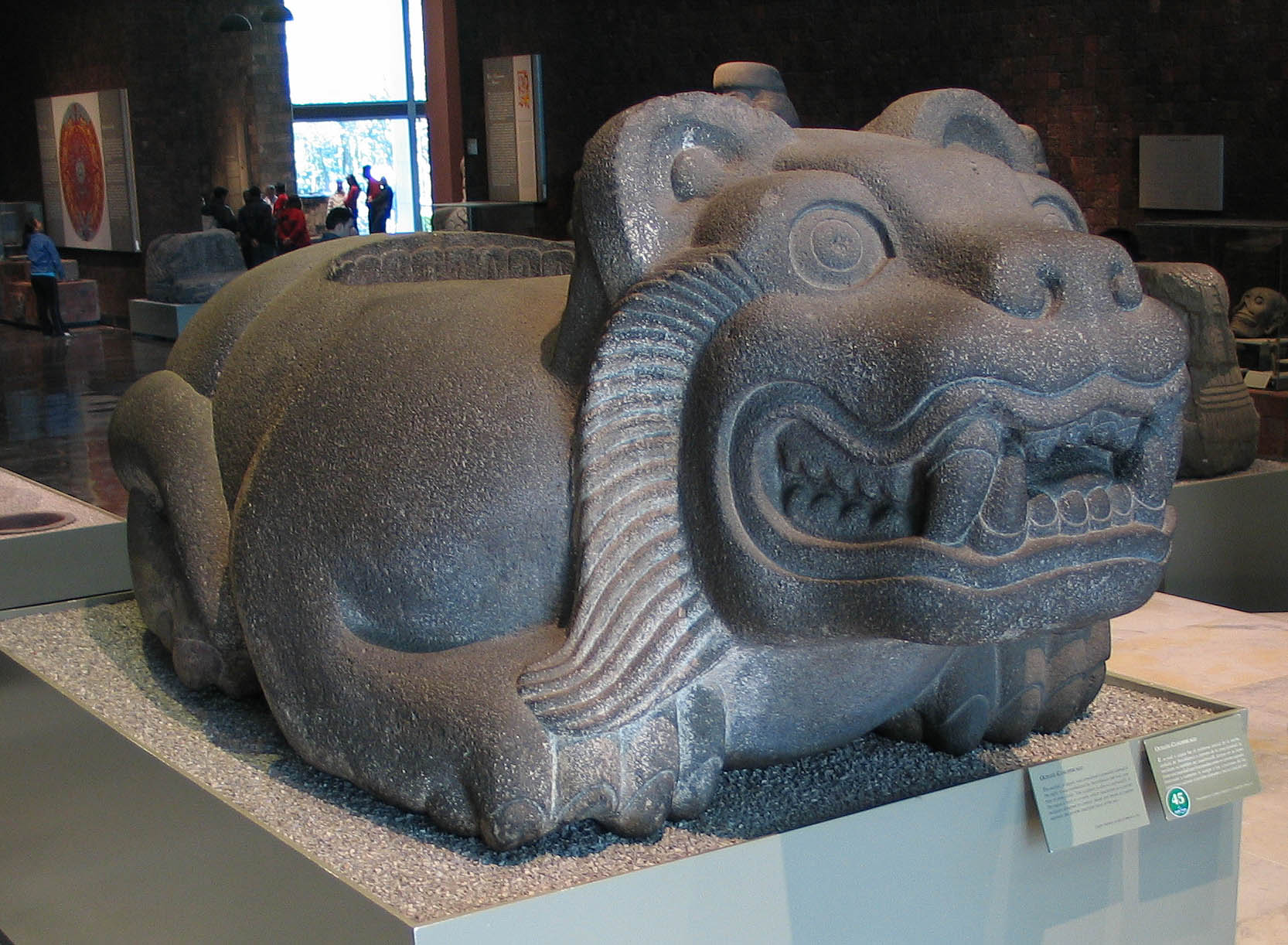
Cuauhxicalli em forma de onça no Museu Nacional de Antropologia do México

Um cuauhxicalli ou quauhxicalli (em náuatle, que significa "tigela de cabaça de águia") era um vaso de pedra semelhante a um altar usado pelos astecas em cerimônias de sacrifício, que se acredita ser para segurar corações humanos. Um cuauhxicalli costumava ser decorado com motivos de animais, geralmente águias ou onças. Outro tipo de cuauhxicalli é o tipo chacmool, que tem o formato de uma pessoa reclinada segurando uma tigela na barriga.